# Das Königreich des Friedens

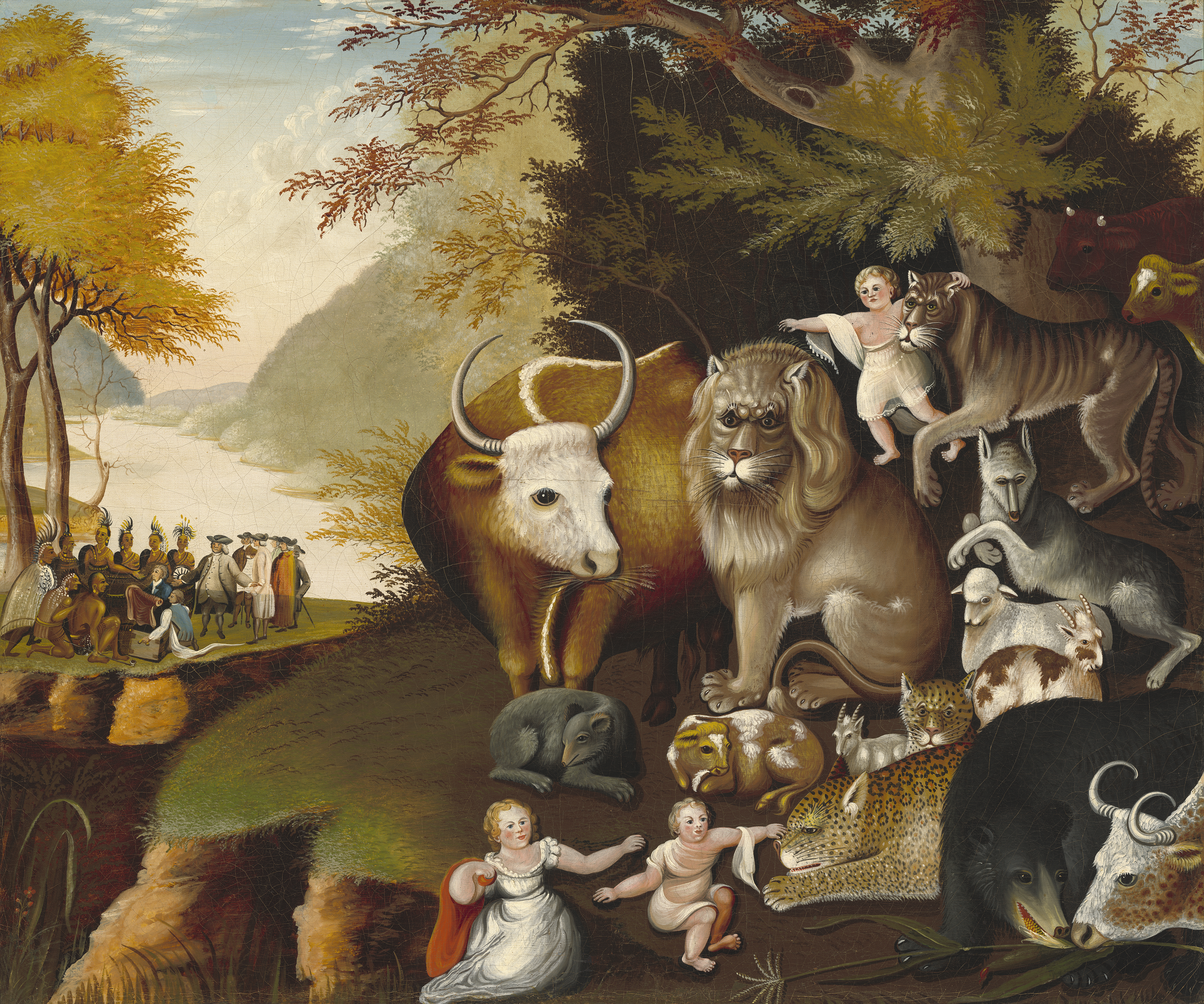

Das Königreich des Friedens (The Peaceable Kingdom) sind verschiedene Gemälde des US-amerikanischen Malers Edward Hicks, die auf einer Bibelstelle im Buch Jesaja basieren.

## Gemälde
Auf dem Bild sind Wölfe, Lämmer und noch viele andere Tiere gemeinsam, obwohl sie eigentlich verfeindet sind. Edward Hicks hat immer vor einen anderen Hintergrund gemalt und den Tieren einen anderen Platz gegeben. Manchmal sitzen die Tiere auf einem Hügel, manchmal vor einer steinernen Brücke, aber oft ist dort eine Ulme zu sehen, die für Frieden steht. So hat er das Bild über hundertmal gemalt. Sein Vorbild und seine Anregung für die Bilder war der Satz von Jesaja, einem der wichtigsten Schriftpropheten der hebräischen Bibel (Jes 11,6-8 ): 

„Dann werden die Wölfe bei den Lämmern wohnen und die Panther bei den Böcken lagern. Ein kleiner Knabe wird Kälber und junge Löwen und Mastvieh miteinander treiben. Kühe und Bären werden zusammen weiden, dass ihre Jungen beieinander liegen, und Löwen werden Stroh fressen wie die Rinder. Und ein Säugling wird spielen am Loch der Otter, und ein entwöhntes Kind wird seine Hand stecken in die Höhle der Natter.“

Auf fast jedem Bild ist jene berühmte Ulme zu sehen, unter der William Penn mit den Indianern den Kaufvertrag für Pennsylvanien schloss. Bei jedem Bild aber ist die Botschaft, dass die wilden Tiere gezähmt werden können, also dass auch die Bösen eine gute Seite haben und Feinde miteinander Leben können.
Hicks malte verschiedene Versionen des Gemäldes, von denen 62 erhalten sind. Mehrere der Gemälde sind in US-amerikanischen Museen ausgestellt, darunter im Worcester Art Museum, im Brooklyn Museum und im Metropolitan Museum of Art.

## Künstler
Edward Hicks (1780–1849) lebte in einer Quäker-Familie. Mit 13 Jahren begann er eine Lehre als Kutschenmacher und mit 21 Jahren machte er sich als Kutschen-, Haus- und Schildermaler selbstständig. Ab 1812 arbeitete er als Priester und um 1820 fing er an, Staffelei-Bilder zu malen. Die kritische Sicht der Quäker auf die Kunst ignorierte er und betrachtete seine Bilder als Verdeutlichung der Themen im Gottesdienst.